# Don't It Make You Want to Go Home
Don't It Make You Want to Go Home är den amerikanske countryartisten Joe Souths andra studioalbum, utgivet i december 1969 på skivbolaget Capitol Records.
Don't It Make You Want to Go Home gavs ut på CD 2003, tillsammans med Souths första album Introspect, på det australiska skivbolaget Raven.
Albumet nådde Billboard-listans 60:e plats.
Låten ”Don’t It Make You Want To Go Home (sång)” släpptes som singel och spelades in av ett flertal artister under 70-talet, däribland Glen Campbell och Jerry Reed. Campbell framträdde även med låten i en duett tillsammans med John Denver 1977. Souths singel blev en framgång på hitlistor i bland annat USA, Kanada och Australien.  

## Låtlista
Samtliga låtar skrivna av Joe South
1. "Clock Up on the Wall" - 4:16
2. "Bittersweet" - 2:44
3. "Shelter" - 3:13
4. "What Makes Lovers Hurt One Another?" - 2:35
5. "Before It's Too Late" - 3:56
6. "Children" - 3:16
7. "Walk a Mile in My Shoes" - 3:43
8. "Be a Believer South" - 3:04
9. "A Million Miles Away" - 4:38
10. "Don't It Make You Want to Go Home?" - 3:13